# Medetera veles
Medetera veles is een vliegensoort uit de familie van de slankpootvliegen (Dolichopodidae). De wetenschappelijke naam van de soort is voor het eerst geldig gepubliceerd in 1861 door Loew. De soort is vermoedelijk in 2014 voor het eerst waargenomen in Nederland en heeft zich rond 2020 en 2021 op diverse plaatsen in het land gevestigd.